# 笠智衆
笠 智衆（りゅう ちしゅう、1904年〈明治37年〉5月13日 - 1993年〈平成5年〉3月16日）は、日本の俳優。身長171cm。
1925年（大正14年）に松竹に入社し、10年間ほど大部屋俳優として過ごした後、小津安二郎監督に見いだされ、彼の『大学よいとこ』で助演した。以降『晩春』『東京物語』など、小津作品には欠かせない俳優となった。小津作品以外にも、木下惠介、岡本喜八、山田洋次、黒澤明等の監督の作品に登場し、貴重なバイプレーヤーとして活動した。一貫して日本の父親像を演じてきた。日本を代表する老け役の1人である。

## 経歴

### 映画俳優へ
熊本県玉名郡玉水村（天水村、天水町を経て、現在の玉名市）立花で父・淳心、母・トシの次男として生まれる。生家は浄土真宗本願寺派来照寺で、父が住職を務めていた。「笠智衆」という名前は本名である。玉水村立玉水尋常小学校、熊本県立玉名中学校（現在の熊本県立玉名高等学校）を卒業後、龍谷大学（京都市）に進学した。兄が台湾へ行っていたため、寺を継ぐ予定だったことから、父から強く勧められてのことだったが、寺を継ぐ気はなく大学にはほとんど行かなかったことが父に知れて中退した。その後、旧制の東洋大学印度哲学科に入学した。大学は実家の寺を継ぐために進学すると両親には告げていたが、実際にはその気はなかった。
1925年（大正14年）2月、新聞で研究生募集の広告を見た友達にひやかし半分で勧められ、松竹蒲田撮影所の俳優第一期研究生の募集に合格し、入所した。映画俳優になることは本意ではなかったが、住職以外ならどのような職業でもよかった。それでも同年7月に父の死で仕方なく4ケ月住職を継ぐが、結局翌1926年（大正15年）1月、兄にその座を譲って再度上京し松竹蒲田撮影所に復帰した。10年以上大部屋俳優時代を過ごし、大半が通行人などの端役での出演であった。月給25円で食べていけるギリギリの額だった。

### 小津安二郎作品の出演 - 名俳優へ

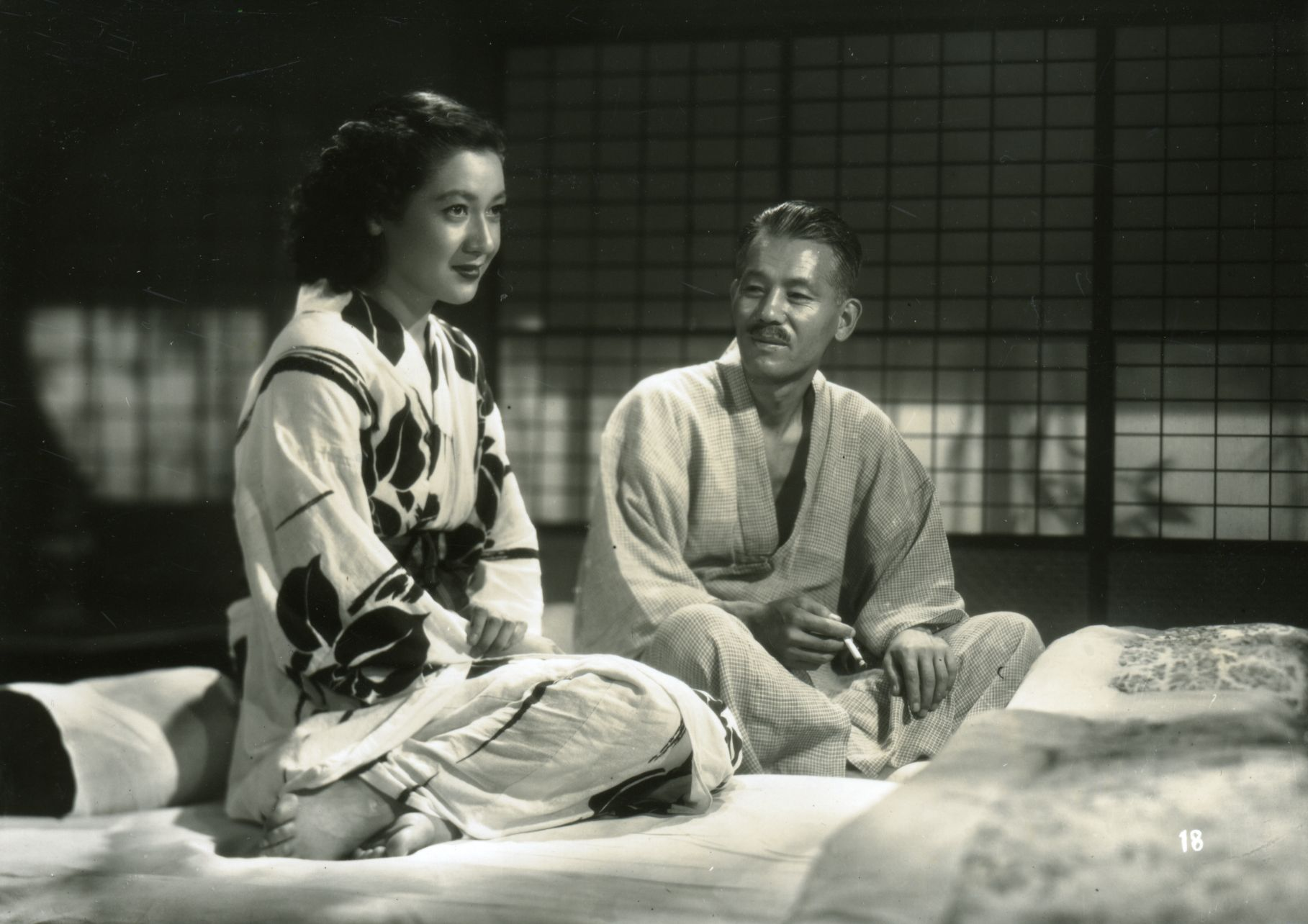
『晩春』（1949年）左は原節子。

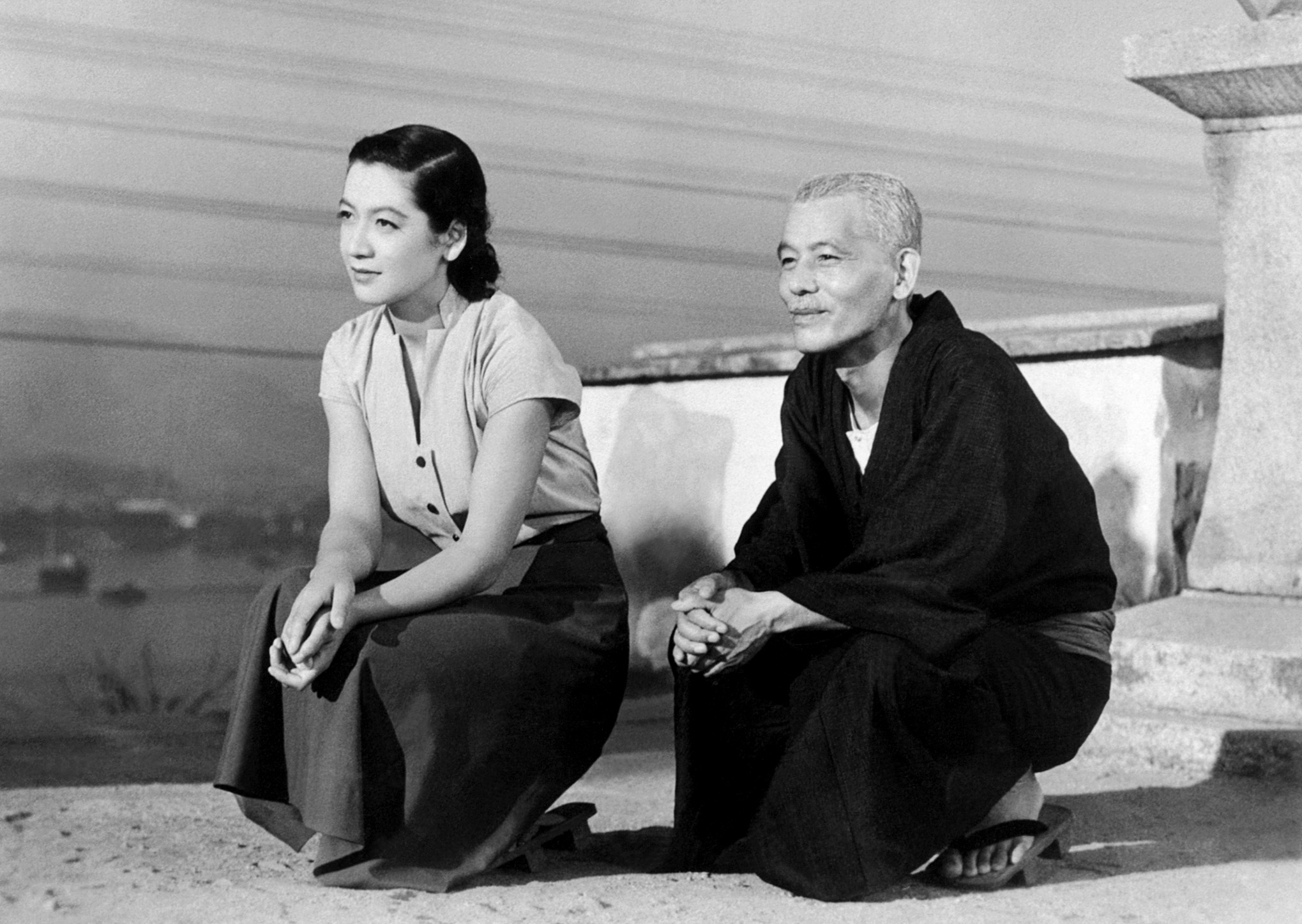
『東京物語』（1953年）。左は原節子。

1928年（昭和3年）、小津安二郎監督の『若人の夢』に端役で出演し、以降『学生ロマンス 若き日』などサイレント期の小津作品に断続的に出演した（いずれも端役）。1936年（昭和11年）公開の『大学よいとこ』で主演級の役を演じ、同年公開の『一人息子』では、当時32歳ながら初めて老け役を演じた。これが出世作となり、他の監督の作品にも脇役や主要な役で出演するようになった。また、1937年（昭和12年）公開の『仰げば尊し』（斎藤寅次郎監督）で初主演した。
1942年（昭和17年）に公開した小津監督の『父ありき』で主演（小津作品の中では初主演）し、7歳年下の佐野周二の父親を演じ、以降小津作品に欠かせない存在となった。戦後の小津作品には全作出演している。『晩春』では原節子の父親を演じ、『宗方姉妹』では4歳下の田中絹代の父親、『東京物語』では1歳しか歳の変わらない杉村春子、5歳下の山村聡らの父親で15歳も年上の東山千栄子と夫婦を演じるなど、老け役として見事な演技を披露した。逆に、『麦秋』では2歳年下の菅井一郎の長男役で出演している。そのほか、『秋刀魚の味』でも岩下志麻の父親を演じた。小津作品の出演によって声価を高めた笠は、日本映画界を代表する俳優となり、小津作品で多く父親役を演じたことから「日本の父親像」を確立したと評された。
小津作品では主演で迎えられ、そのほかの作品では脇役として出演した。
1969年からは山田洋次監督の『男はつらいよ』シリーズに柴又帝釈天の御前様（坪内住職）役で出演した。
黒澤明監督作品には3本出演した。
1965年、『たまゆら』の主演でテレビドラマへ進出した。
生涯で約90本のドラマに出演し、向田邦子、倉本聰、山田太一といった脚本家からは指名で出演することも多かった。
1993年3月16日午後2時13分、満88歳で死去した。墓所は北鎌倉の成福寺。亡くなる数年前からは膀胱癌を患うなど健康を害していたが、最期まで現役を全うし存在感を維持し続けた。亡くなる約3か月前に封切られた映画『男はつらいよ 寅次郎の青春』（シリーズ第45作、1992年）が遺作となった。『サラダ記念日』から『青春』までは癌になっていた影響で出演シーンは笠の自宅で撮影しており、出番は少なくなっている。

### 没後
没後も2000年、キネマ旬報による「20世紀の映画スター・日本編」で男優部門の5位に選ばれるなど、根強い人気を誇っている。
没後30年となる2023年には、玉名市歴史博物館で企画展「俳優 笠智衆」が開催されたほか、1月22日にはテレビ熊本のドキュメンタリードラマ「郷土の偉人シリーズ」第30作として、智衆の一生を描いた伝記ドラマ『名優 笠智衆 〜春風のあるがごとし〜』（演：小日向春平→小日向文世）が放送された。
2024年には生誕120年を迎える。9月23日から開幕した「第27回小津安二郎記念蓼科高原映画祭」では28日に、節目の年を記念し、笠智衆初主演作品「父ありき」を茅野市民館にて上映予定。

## 人物

### 「明治の男は泣かない」
笠は演技について演出家と対立するようなことはなかったが、自ら泣くシーンを演じることは拒否していた。「明治生まれの男が泣くことはめったにない」というのがその理由である。小津作品でも小津の「言われたとおりに演技をした」笠であるが、『晩春』のラストで笠が林檎の皮を剥いてから慟哭するというシーンに対して「これはできません」と申し出、小津がそれを認めて、うなだれるシーンに変更した。後にこのシーンを「居眠りをしている」と批評した評論家に対して大変憤りを感じたと語っている。
泣くシーンとしては1982年のテレビドラマ『ながらえば』で遠方に入院している妻を見舞い「寂しい」と言って涙を拭うシーンとして登場するが、これは涙を拭う真似をしているだけで、実際には泣いていない。初めて泣くシーンは1983年のテレビドラマ『波の盆』で、日本の敗戦に悔し涙を流し死期の迫った妻の前で号泣する老人の役を演じた。2年後の『冬構え』では、自殺を図るが未遂に終わり旅館で1人泣くシーンの撮影に際しても笠は泣くことを拒否したが、脚本を担当した山田太一の依頼に応じ演じた。後に山田は「美しい」と感動したが、笠自身は違和感を覚えていた。

### 「日本の父親」から「日本のおじいさん」へ
1990年代に入ってからは『男はつらいよ』の「御前様」の印象から、特に若い女性層から「優しいおじいさん」として人気が高かった。NHKでは笠の亡くなった直後に追悼番組として主演ドラマ『今朝の秋』を放映したが、放映後に笠を悼む感想が多数寄せられた。その中でも多かったものが、笠を自分の祖父のように思い、笠の死が自分の祖父が亡くなったように思えて悲しい、という内容であった。NHKではこれらの感想を中心に構成された番組を放映し、笠との共演が多かった杉村春子がナレーションを担当した。杉村自身も手紙の多さに驚き、笠の人気の高さに感動したと述べている。

### 熊本訛り
笠には出身地である熊本の強い訛りがあった。この訛りは生涯抜くことができず、笠の台詞回しの大きな特徴となっている。デビュー当初は、この訛りが障壁となって、俳優としての出世を遅くさせる結果となった。しかしこの強い訛りが、笠の実直で朴訥とした性格を滲み出し、他の俳優にない独特の個性を引き出すことになった。戦後小津安二郎以外の多くの著名な監督の作品に出演できたのも、この熊本訛りにより表出される実直さや素朴さによるところが大きい。
昭和初期から中期までの映画の世界では、俳優は関東・関西出身でなくても関東・関西の言葉で台詞を話すのが基本となっていた。その中でこのように訛りを個性にした俳優は、他には「シェイ（姓）は丹下、名はシャゼン（左膳）」で知られた福岡県豊前市出身の大河内傳次郎がいる程度で、日本の俳優では稀有な存在であった。
なお、山本夏彦は、『写真コラム』に『笠智衆だいっきらい』という、笠の熊本訛りを批判した一文を記している。このコラムは大きな反響を呼び、抗議の投書が殺到したという。

## 家族
長男の笠徹は東宝に入社した。社員だったが、映画『日本のいちばん長い日』では俳優として智衆と共演した。没後の1994年に『春風想 - 父・笠智衆の思い出』を著した。笠兼三は孫で俳優である。

## 受賞歴
- 毎日映画コンクール
  - 1949年：男優演技賞『手をつなぐ子等』
  - 1952年：男優演技賞『命美わし』『海の花火』
  - 1971年：男優助演賞『家族』
  - 1991年：特別賞
- 1952年：第2回ブルーリボン賞助演男優賞『命美わし』『我が家は楽し』
- 1967年：紫綬褒章
- 1975年：勲四等旭日小綬章
- 1985年：NHK放送文化賞
- 1987年：菊池寛賞
- 1987年：第11回山路ふみ子映画功労賞
- 1988年：東京都文化賞
- 1988年：天水町名誉町民
- 1990年：第8回川喜多賞[14]
- 1990年：熊本県近代文化功労者
- 1994年：エランドール賞特別賞
- 1994年：第17回日本アカデミー賞会長特別賞[15]

## 出演

### 映画
- 若人の夢（1928年、松竹）
- 女房紛失（1928年、松竹）

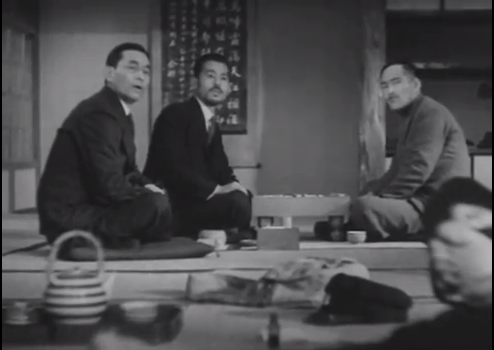
『父ありき』（1942年）。左から倉田勇助、笠、河原侃二。

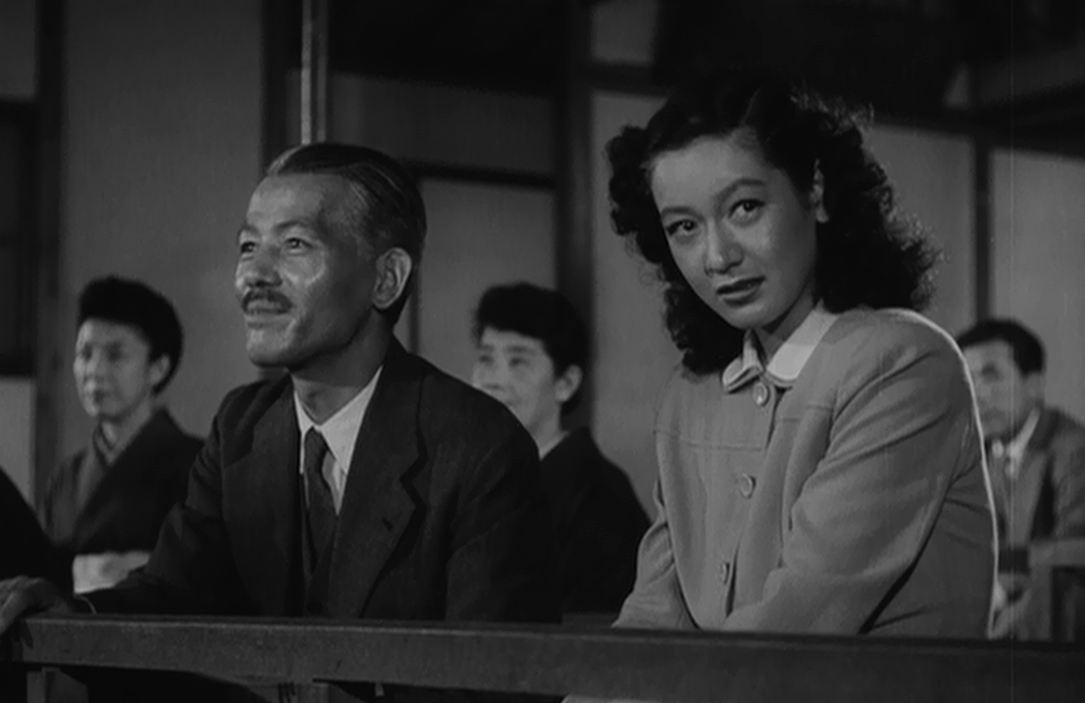
『晩春』（1949年）右は原節子。

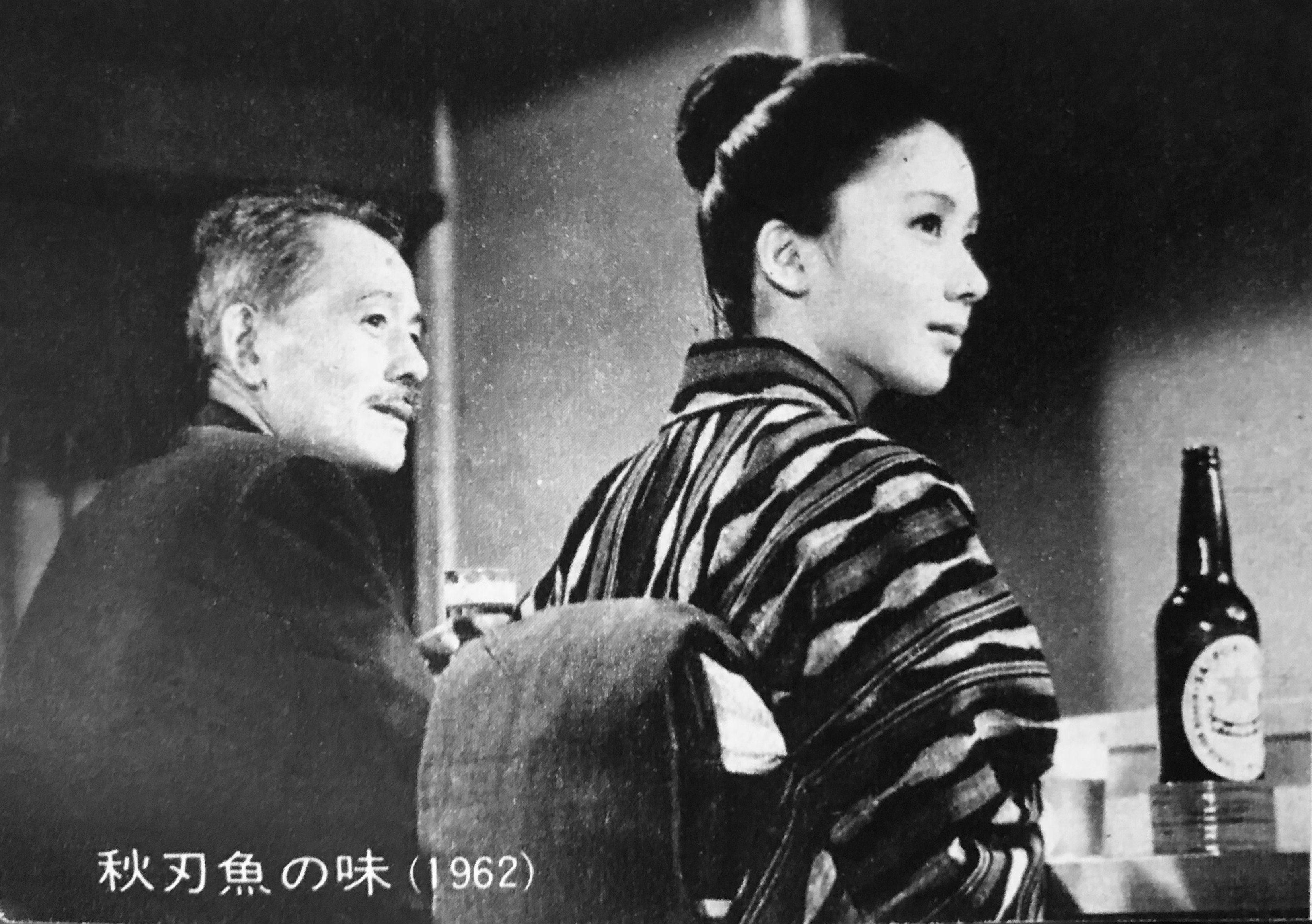
『秋刀魚の味』（1962年）。右は岩下志麻。

- 学生ロマンス 若き日（1929年、松竹） - 学生 役
- 落第はしたけれど（1930年、松竹） - 学生 役[注釈 2]
- その夜の妻（1930年、松竹） - 警官 役
- 満州行進曲（1932年、松竹、清水宏・佐々木康監督）-上等兵・篠原賢太郎
- 大人の見る絵本 生れてはみたけれど（1932年、松竹） - 映写機を回す人 役
- 青春の夢いまいづこ（1932年、松竹） - 島崎 役
- 東京の女（1933年、松竹） - 記者 役
- 非常線の女（1933年、松竹） - 警官 役
- 出来ごころ（1933年、松竹）
- 限りなき鋪道（1934年 成瀬巳喜男 監督）
- 母を恋はずや（1934年、松竹） - 服部 役
- 血染の制服（1934年、宗本英男監督、松竹）
- 浮草物語（1934年、松竹）
- 東京の宿（1935年、松竹） - 警官 役
- 大学よいとこ（1936年、松竹） - 天野 役
- 一人息子（1936年、松竹） - 大久保先生 役
- 少年航空兵（1936年、佐々木康監督）
- 人妻椿（1936年、松竹） - 渡辺虎一 役
- 新道 前篇朱実の巻（1936年、菊池寛原作、五所平之助監督）－グライダー教官役
- 静かな十六夜（1936年、井上金太郎監督）
- 浅草の灯（1937年、松竹） - 香取真一 役
- 花籠の歌（1937年、五所平之助監督）－学生堀田念海役
- 風の中の子供（1937年、松竹） - 巡査 役
- 荒城の月（1937年、松竹） - 車掌 役
- 春の女性（1937年、深田修造監督）
- 恩愛二筋道（1937年、斎藤寅次郎監督）
- 母の夢（1937年、菊地寛原作、佐々木康監督）
- この親に罪ありや（1937年、曾我廼家五郎原作、斎藤寅次郎監督）
- 科学者の使命　幸福の素顔(1937年、深田修造監督）
- 金色夜叉（1937年、清水宏監督）－風早庫之助役
- 仰げば尊し(1937年、国木田独歩原作、斎藤寅次郎監督）
- 博多夜船　泣くな女よ（1937年、宗本英男監督）
- さらば戦線へ（1937年、 清水宏 恒吉忠弥 原研吉）
- 愛国抒情詩　軍国子守歌(1937年、原研吉監督）
- 花形選手（1937年、清水宏）－谷
- 沈黙の愛情（1937年、宗本英男）
- 奥様に知らすべからず（1937年、松竹大船） -ボクサー ジョージ 役
- 風の女王（1938年、片岡鉄兵原作、佐々木康）
- 姿なき侵入者（1938年、 深田修造）
- 生活の勇者（1938年、深田修造）
- 人の気も知らないで（1938年、蛭川伊勢夫監督）
- 大地の妻（1938年、深田修造）
- 第一線の人々（1938年、深田修造）
- 日本人 明治篇 昭和篇（1938年、島津保次郎監督）
- まごころ繁昌記（1939年、深田修造）
- 南風（1939年、林芙美子原作、渋谷実監督）　兄義次郎
- 女こそ家を守れ（1939年、竹田敏彦原作、吉村公三郎監督）
- 兄とその妹（1939年、松竹） - 内海清三郎 役
- 胸に咲く花（1939年、有馬頼寧、有馬頼義原作、宗本英男監督）
- 五人の兄妹 (1939年、吉村公三郎）- 長男健一郎
- 日本の妻　前篇　流転篇　後篇　苦闘篇（1939年、竹田敏彦原作、佐々木啓祐監督）
- 新しき家族(1939年、濱本浩原作、渋谷実監督） - 佐野
- 新妻問答(1939年、野村浩将監督）
- 征戦愛馬譜 暁に祈る（1940年、松竹） - 原口上等兵 役
- 西住戦車長伝（1940年、松竹） - 大隅中尉 役
- 愛染椿(1940年、川口松太郎原作、佐々木康監督）
- 家庭の旗(1940年、山岡荘八原作、大庭秀雄監督）
- 美しき隣人(1940年、大庭秀雄） 　兄信夫
- 都会の奔流（1940年、大庭秀雄）- 警視庁直江係長
- 妻は嘆かず（1940年、濱本浩原作、 瑞穂春海監督）
- くろがねの力（1940年、佐々木啓祐）
- 女人転心（1940年、清水宏） - 愚安和尚
- 黎明曙光（1940年、山内英三監督）
- 冬木博士の家族(1940年、鈴木彦次郎原作、大庭秀雄） - 佐伯博士
- みかへりの塔（1941年、松竹） - 草間先生 役
- 戸田家の兄妹（1941年、松竹） - 友人 役
- 簪（1941年、松竹）
- 櫻の國（1941年、松竹） - 高島総一 役
- 東京から来た武士（1941年、里見弴原作、井上金太郎監督）
- 争ひなき真実（1941年、佐々木啓祐）
- 十日間の人生（1941年、八木隆一郎原作、渋谷実監督）ー巡査
- 父なきあと（1941年、瑞穂春海）
- 元気で行かうよ（1941年、野村浩将）
- 脂粉追放（1941年、竹田敏彦原作、佐々木康）
- まごころの歌（1941年、蛭川伊勢夫） 　寺島一等兵
- 花（1941年、吉屋信子原作、吉村公三郎）
- 父ありき（1942年、松竹） - 堀川周平 役
- 兄妹会議（1942年、清水宏）　益田修作
- 南の風　瑞枝の巻（1942年、獅子文六原作、吉村公三郎）
- 続南の風（1942年） 　加世田重助
- 花咲く港（1943年、松竹） - 野羽玉 役
- 海軍（1943年、松竹） - 菊池少佐 役
- 開戦の前夜（1943年、吉村公三郎）
- 家に三男二女あり（1943年、瑞穂春海） 長男太郎
- 北方に鐘が鳴る（1943年、大曾根辰夫監督）野田直衛
- 愛機南へ飛ぶ(1943年、佐々木康） 松木先生
- 母の記念日（1943年、佐々木孝丸原作、佐々木康監督）
- 陸軍（1944年、松竹） - 友助 役
- 女性航路(1944年、佐々木啓祐）
- 水兵さん（1944年、原研吉）
- 三太郎頑張る（1944年、野村浩将）
- 還って来た男（1944年、織田作之助原作、川島雄三監督） 中瀬古庄造
- 乙女のゐる基地（1945年、松竹） - 大多隊長 役
- 撃滅の歌（1945年、松竹）
- 伊豆の娘たち（1945年、五所平之助）　織田部長
- 千日前附近（1945年、長谷川幸延原作、マキノ正博監督）
- 最後の攘夷党(1945年、菊地寛原作、稲垣浩監督） 香西渡
- 粋な風来坊（1946年、松竹） - 山本長五郎 役
- 愛の先駆者（1946年、森本薫原作、中村登監督）
- 鍵を握る女 1946年、佐々木啓祐）
- 物交交響曲 1946年、長島豊次郎監督
- 最後の鉄腕 1946年、大庭秀雄
- 象を喰つた連中（1947年、松竹）
- 長屋紳士録（1947年、松竹） - 田代 役
- 情炎（1947年、渋谷実監督）
- 手をつなぐ子等（1948年、大映） - 松村訓導 役
- 面影（1948年、東宝） - 医師 役
- 風の中の牝雞（1948年、松竹） - 佐竹和一郎 役
- 生きている画像（1948年、新東宝） - 南原豊 役
- 鐘の鳴る丘 隆太の巻（1948年、松竹） - 立花 役
- 四人目の淑女（1948年、松竹）
- かりそめの恋（1948年、井上金太郎）
- 噂の男 1948年、佐々木康監督）
- 偉大なるＸ 1948年、大庭秀雄
- 男を裁く女 1948年　東横 佐々木康監督）　...　井野弁護士
- 青蛾 1948年、佐々木康監督）
- 銀座新地図 1948年、瑞穂春海）
- 森の石松（1949年、松竹） - ヒゲ又 役
- 晩春（1949年、松竹） - 曾宮周吉 役
- 忘れられた子等（1949年、新東宝） - 杉田校長 役
- 海の野獣 1949年、佐々木啓祐）
- 花も嵐も（1949年、大林清原作、佐々木康）
- 宗方姉妹（1950年、新東宝） - 宗方忠親 役
- 栄光への道 1950年、中村登
- 火山脈（1950年、北條秀司原作、安達伸生監督） 大映　血脇守之助
- 春の潮 1950年、富田常雄原作、中村登監督
- 午前零時の出獄 1950年、島田一男原作、小石栄一監督　大映
- 女性三重奏 1950年、佐々木康）
- 善魔（1951年、松竹） - 鳥羽了遠 役
- 我が家は楽し（1951年、松竹） - 植村孝作 役
- カルメン故郷に帰る（1951年、松竹） - 校長先生 役
- 自由学校（1951年、松竹） - 平さん 役
- 少年期（1951年、松竹） - 父 役
- 麦秋（1951年、松竹） - 康一 役
- 海の花火（1951年、松竹） - 神谷太郎衛 役
- 命美わし（1951年、松竹） - 伊村早吉 役
- お茶漬の味（1952年、松竹） - 平山定郎 役
- 慟哭（1952年、新東宝） - 文子の父・文蔵 役
- 人生劇場（東映） - 黒馬先生 役
  - 第一部（1952年）
  - 第二部（1953年）
- 波 1952年、山本有三原作、中村登監督
- 息子の青春 1952年、林房雄原作、小林正樹監督　植村泰造
- 郷愁 1952年　吉屋信子原作、岩間鶴夫監督
- 彼を殺すな 1952年、岩間鶴夫、原研吉
- 君の名は（松竹） - 加瀬田修造 役
  - 君の名は（1953年）
  - 君の名は 第二部（1953年）
  - 君の名は 第三部（1954年）
- 東京物語（1953年、松竹） - 平山周吉 役
- 妻の青春（1953年、林房雄原作、山本浩三監督）
- 次男坊（1953年、佐々木邦原作、野村芳太郎監督）
- 姉妹（1953年、岩間鶴夫）
- 愛慾の裁き 1953年、吉屋信子原作、大庭秀雄
- もぐら横丁 1953年、尾崎一雄原作、清水宏　新東宝 　...　春光館主人
- 愚弟賢兄 1953年、佐々木邦原作、野村芳太郎監督
- 旅路　1953年、大仏次郎原作、中村登監督
- 風立ちぬ（1954年、東京映画） - 料理人 役
- 二十四の瞳（1954年、松竹） - 男先生 役
- 慶安水滸伝 1954年、村上元三原作、野村芳太郎監督
- 春の若草 1954年、原研吉
- 別離 1954年、岩間鶴夫監督　　飯島千太
- 陽は沈まず　1954年、中村登監督
- 青春ロマンスシート　青草に坐す 1954年、野村芳太郎監督
- 新婚たくあん夫婦 1954年、中村武志原作、瑞穂春海監督
- 天下泰平 1955年　源氏鶏太原作、杉江敏男監督　東宝 　...　森信吾
- 月は上りぬ（1955年、日活）
- 生きとし生けるもの（1955年、日活） - 遠藤老人 役
- 不滅の熱球（1955年、東宝） - 藤本監督 役
- サラリーマン目白三平シリーズ - 目白三平 役
  - サラリーマン目白三平（1955年、東映）
  - 続サラリーマン目白三平（1955年、東映）
  - サラリーマン目白三平 女房の顔の巻（1960年、東宝）
  - サラリーマン目白三平 亭主のためいきの巻（1960年、東宝）
- くちづけ（1955年、東宝） - 長谷川教授 役
- 野菊の如き君なりき（1955年、松竹） - 老後の政夫 役
- 不滅の熱球 1955年、鈴木英夫監督　東宝
- 亡命記 1955年、野村芳太郎監督
- 獄門帳　1955年、大曾根辰夫監督
- 夏目漱石の三四郎 　東宝 中川信夫監督　...　広田先生
- 素晴らしき招待 1955 杉岡次郎監督
- 若き潮 1955 堀内真直監督
- 早春（1956年、松竹） - 小野田喜一 役
- 殉愛（1956年、東宝） - 秋田栄三 役
- 子供の眼 1956年、佐多稲子原作、川頭義郎監督　幸子の父（六十七才）
- 姿なき一〇八部隊 1956年、佐藤武監督　大映
- 見事な娘 1956 源氏鶏太原作、瑞穂春海監督　東宝 　..高原耕造
- 不良少年 1956　東宝　谷口千吉監督
- 晴れた日に 1956 今日出海原作、大庭秀雄監督
- 嵐 1956 島崎藤村原作、稲垣浩監督　東宝 　...　水沢信次
- おかしな奴 1956 　東宝 大仏次郎原作、千葉泰樹監督　...　今村（画家）
- 雲の墓標より 空ゆかば（1957年、松竹） - 吉野幸右ヱ門 役
- 顔（1957年、松竹） - 長谷川刑事 役
- 満員電車（1957年、大映） - 権六 役
- 東京暮色（1957年、松竹） - 杉山周吉 役
- 最後の脱走 1957 谷口千吉　東宝
- 逃げだした縁談 1957年、穂積利昌監督
- 善太と三平物語　風の中の子供 1957年　坪田譲治原作、山本嘉次郎監督　東宝 　...　祖父小野甚七
- 善太と三平物語　お化けの世界 　東宝 　...　祖父小野甚七
- 花くれないに 1957年、阿木翁助原作、田畠恒男監督　若杉慎吾
- 黒い花粉 1958年　舟橋聖一原作、大庭秀雄監督　父直人（朝日紡績常務）
- 佳人 1958年　日活 藤井重夫原作、滝沢英輔監督　.　衛
- 白い炎 1958年　井上靖原作、番匠義彰監督　-的場宇一郎（父）
- 花のうず潮 1958年　大庭秀雄監督 　　広田義介
- 口笛を吹く渡り鳥 1958年　大映 田坂勝彦監督
- 無法松の一生（1958年、東宝） - 結城重蔵 役
- 彼岸花（1958年、松竹）- 三上 役
- この天の虹（1958年、松竹） - 影山直司 役
- 大学の人気者　1958年　東宝　松林宗恵監督
- 女性についての103より　新妻の女秘書 1958 堀秀彦原作、田畠恒男監督
- 風花（1959年、松竹） - 弥吉 役
- 私は貝になりたい（1959年、東宝） - 小宮教誨師 役
- 惜春鳥（1959年、松竹） - 源一郎 役
- お早よう（1959年、松竹） - 林敬太郎 役
- 浮草（1959年、大映） - 相生座の旦那 役
- すずかけの散歩道 1959年、東宝、石坂洋次郎原作、堀川弘通監督ー石丸市郎
- 橋　1959年　大仏次郎原作、番匠義彰監督
- 川向うの白い道　1959年　大映　田中重雄監督
- 殺されたスチュワーデス　白か黒か 1959 大映　猪俣勝人監督
- わかれ　1959年　松竹、高見順原作、野崎正郎監督
- 火の壁　1959年　船山馨原作、岩間鶴夫監督
- 春の夢（1960年、松竹） - 渥美信一郎
- 流転の王妃（1960年、大映） - 木下画伯 役
- 銀嶺の王者（1960年、松竹） - 寺の和尚 役
- 娘・妻・母（1960年、東宝） - 公園の老人 役
- 悪い奴ほどよく眠る（1960年、東宝） - 野中検事 役
- 大菩薩峠（1960年、大映） - 机弾正 役
- 秋日和（1960年、松竹） - 三輪周吉 役
- 彼女だけが知っている 1960 高橋治監督
- 続次郎物語　若き日の怒り　1960年　下村湖人原作、野崎正郎監督
- 白い肌と黄色い隊長 1960 堀内真直
- がんばれ! 盤嶽 (1960年)　白井喬二原作、松林宗恵監督、ー正直忍斎
- 人間の條件 第5・6部（1961年、松竹） - 避難民長老 役
- 好人好日（1961年、松竹） - 尾関等 役
- ゲンと不動明王（1961年、東宝） - クオン寺の和尚 役
- 世界大戦争（1961年、東宝） - 笠置丸司厨長・江原 役[1][2]
- 小早川家の秋（1961年、東宝） - 農夫 役
- 花扉　1961　富田常雄原作、田畠恒男監督ー後藤敬助
- 新人生劇場　1961　大映　尾崎士郎原作、弓削太郎監督
- あの波の果てまで 1961 大林清原作、八木美津雄監督
- 野盗風の中を走る 1961 真山美保原作、稲垣浩監督
- 女の座（1962年、東宝） - 石川金次郎
- 酔っぱらい天国（1962年、松竹）
- 秋刀魚の味（1962年、松竹） - 平山周平 役
- 流し雛 1962　大槻義一監督
- 愛染かつら 1962 川口松太郎原作、中村登監督
- お吟さま 1962　にんじんくらぶ 今東光原作、田中絹代監督―　南坊宗啓
- 夜の傾斜 1962　宝塚映画 船山馨原作、内川清一郎監督　...　麻生達之助
- 山麓 1962 　東映 丹羽文雄原作、瀬川昌治監督
- 咲子さんちょっと 1963 酒井欣也監督
- 彼女に向って突進せよ　1963　市村泰一監督
- 二人だけの砦 1963　渋谷実監督
- 花の咲く家 1963　大仏次郎原作、番匠義彰監督
- 雲切獄門帖 1963　東映　吉川英治原作、佐々木康監督
- 100万人の娘たち 1963　五所平之助監督ー　八代篤
- 丹下左膳 (1963年、松竹京都)　林不忘原作、内川清一郎監督―　愚楽
- 結婚の設計 1963 梶山季之原作、八木美津雄監督
- モンローのような女 1964 舟橋聖一原作、渋谷実監督
- 女嫌い　1964　市村泰一監督
- 青い目の嫁はん 1964　川頭義郎監督
- 嘘は底抜け　1964　堀内真直監督
- 僕はボディガード 1964　宝塚映画　久松静児監督 主演・渥美清
- 夢のハワイで盆踊り 1964　東映　鷹森立一監督
- 愛と死をみつめて（1964年、日活） - 小島正次 役
- 大根と人参（1965年、松竹） - 山樹東吉 役
- この声なき叫び（1965年、松竹） - 舘野 役
- 赤ひげ （1965年、東宝） - 登の父 役
- 母の歳月　1965　水川淳三監督
- 四つの恋の物語 1965 源氏鶏太原作、西河克己監督-三沢平太郎
- 暖流（1966年、松竹） - 志摩泰英 役
- お嫁においで（1966年、東宝）本多猪四郎監督 - 保の祖父 役
- 春一番　1966　芝木好子原作、市村泰一監督
- おはなはん　第二部 1966 野村芳太郎監督
- おゆきさん 1966 日活　鍛冶昇監督
- 青春の海（1967年、日活） - 山崎源治 役
- 8.15シリーズ（東宝）
  - 日本のいちばん長い日（1967年） - 鈴木貫太郎 役
  - 日本海大海戦（1969年） - 乃木希典 役[16]
- 喜劇団体列車（1967年、東映） - 日高友造 役
- 肉弾（1968年、ATG） - 古本屋のじいさん 役
- スクラップ集団（1968年、松竹） - 山田の老父 役
- 嵐に立つ　1968年　長谷和夫監督
- 男はつらいよシリーズ（松竹） - 御前様（日奏上人・坪内住職）
  - 男はつらいよ（1969年）
  - 続・男はつらいよ（1969年）
  - 男はつらいよ フーテンの寅（1970年）
  - 男はつらいよ 望郷篇（1970年）
  - 男はつらいよ 純情篇（1971年）
  - 男はつらいよ 奮闘篇（1971年）
  - 男はつらいよ 寅次郎恋歌（1971年）
  - 男はつらいよ 柴又慕情（1972年）
  - 男はつらいよ 寅次郎夢枕（1972年）
  - 男はつらいよ 寅次郎忘れな草（1973年）
  - 男はつらいよ 私の寅さん（1973年）
  - 男はつらいよ 寅次郎恋やつれ（1974年）
  - 男はつらいよ 寅次郎子守唄（1974年）
  - 男はつらいよ 寅次郎相合い傘（1975年）
  - 男はつらいよ 葛飾立志篇（1975年）
  - 男はつらいよ 寅次郎夕焼け小焼け（1976年）
  - 男はつらいよ 寅次郎純情詩集（1976年）
  - 男はつらいよ 寅次郎と殿様（1977年）
  - 男はつらいよ 寅次郎頑張れ!（1977年）
  - 男はつらいよ 寅次郎わが道をゆく（1978年）
  - 男はつらいよ 噂の寅次郎（1978年）
  - 男はつらいよ 翔んでる寅次郎（1979年）
  - 男はつらいよ 寅次郎春の夢（1979年）
  - 男はつらいよ 寅次郎ハイビスカスの花（1980年）
  - 男はつらいよ 寅次郎かもめ歌（1980年）
  - 男はつらいよ 浪花の恋の寅次郎（1981年）
  - 男はつらいよ 寅次郎紙風船（1981年）
  - 男はつらいよ 寅次郎あじさいの恋（1982年）
  - 男はつらいよ 花も嵐も寅次郎（1982年）
  - 男はつらいよ 旅と女と寅次郎（1983年）
  - 男はつらいよ 口笛を吹く寅次郎（1983年）
  - 男はつらいよ 夜霧にむせぶ寅次郎（1984年）
  - 男はつらいよ 寅次郎真実一路（1984年）
  - 男はつらいよ 寅次郎恋愛塾（1985年）
  - 男はつらいよ 柴又より愛をこめて（1985年）
  - 男はつらいよ 幸福の青い鳥（1986年）
  - 男はつらいよ 知床慕情（1987年）
  - 男はつらいよ 寅次郎物語（1987年）
  - 男はつらいよ 寅次郎サラダ記念日（1988年）
  - 男はつらいよ 寅次郎心の旅路（1989年）
  - 男はつらいよ ぼくの伯父さん（1989年）
  - 男はつらいよ 寅次郎の休日（1990年）
  - 男はつらいよ 寅次郎の告白（1991年）
  - 男はつらいよ 寅次郎の青春（1992年）
- 日も月も 1969 川端康成原作、中村登監督
- 栄光の黒豹 1969 市村泰一監督
- あつい壁　1969　中山節夫監督
- 三度笠だよ人生は 1970 野村芳太郎監督
- 家族（1970年、松竹） - 風見源蔵 役
- 最後の特攻隊（1970年、東映） - 宗方の父 役
- 高校さすらい派　1970年　森﨑東監督-武山教官
- 男一匹ガキ大将（1971年、勝プロ） - 海雲寺の和尚 役
- 故郷 （1972年、松竹） - 石崎仙造 役
- 辻が花　1972年　立原正秋原作、中村登監督
- 人生劇場　1972年　加藤泰監督、竹脇無我主演ー黒馬先生
- 花と龍 青雲篇 愛憎篇 怒濤篇（1973年、松竹） - 永田杢次 役
- 宮本武蔵（1973年、松竹） - 沢庵 役
- 喜劇 男の泣きどころ（1973年、松竹） - 巨匠 役
- 砂の器（1974年、松竹） - 桐原小十郎 役
- 街の灯　1974年　森崎東監督　柘植老人
- 流れの譜　第一部動乱　第二部夜明け　1974年　貞永方久監督ー菅原弥七郎
- 球形の荒野（1975年、松竹） - 福竜寺住職 役
- 友情　1975年　宮崎晃監督
- 俺たちの時 1975 山田洋次原作、水川淳三監督
- 聖職の碑（1978年、東宝） - 片桐福太郎 役
- 海峡（1982年、東宝） - 阿久津才次 役
- 生きてはみたけれど　小津安二郎物語　1983年　井上和男監督
- お葬式（1984年、ATG） - 住職 役
- それから（1985年、東映） - 長井得 役
- ミシマ:ア・ライフ・イン・フォー・チャプターズ (1985年、ポール・シュレイダー監督) - 住職 役[注釈 3]
- キネマの天地（1986年、松竹）
- 国士無双（1986年、サンレニティ） - 仙人 役
- 自由な女神たち　1987年　久世光彦監督
- 泣き虫チャチャ　1987年　山田洋次原作、花輪金一監督
- マルサの女2（1988年、東宝） - 元僧侶 役
- 東京画（1989年、ヴィム・ヴェンダース監督）
- 夢（1990年、ワーナー・ブラザース） - 老人 役
- 夢の涯てまでも（1991年、ヴィム・ヴェンダース監督） - 森老人 役
- ひかりごけ（1992年、ヘラルド・エース） - 裁判長 役

### テレビドラマ
- 連続テレビ小説（NHK）
  - たまゆら（1965年 - 1966年） - 直木良彦 役
  - 火の国に（1976年 - 1977年） - 造園主・吉野公平 役
- 孤独のメス（1969年、TBS）
- 男は度胸（1970年 - 1971年、NHK） - 加納政直 役
- 銀河ドラマ / てんてこまい（1971年、NHK）
- すし屋のケンちゃん（1971年 - 1972年、TBS） - おじいさん 役
- おれは男だ!（1971年 - 1972年、日本テレビ） - 小林源之助 役
- 一心太助 第22話「大泥棒学入門」（1972年、フジテレビ） - 犬走りの与助 役
- 東芝日曜劇場（TBS）
  - 第802話「平戸にて」（1972年、RKB毎日放送）
  - 第885話「嫁」（1973年） - 源造 役
  - 第1000話「幻の町」（1976年、北海道放送） - 木山公作 役
  - 第1057話「冬のホンカン」（1977年、北海道放送） - 老作家 役
  - 第1100話「愛と人間 第一章」（1978年） - 邦彦 役
  - 第1101話「愛と人間 第二章」（1978年）
  - 第1133話「ポポフの機関車」（1978年、CBC）
  - 第1241話「あかねの空」（1980年、北海道放送） - 高橋正義 役
  - 第1291話「コスモス」（1981年、北海道放送）
  - 第1321話「そして、春たけなわ」（1982年、CBC） - 一道 役
- どっこい大作（1973年 - 1974年、NET） - 貫田校長 役
- おこれ!男だ（1973年、日本テレビ） - 桐野源次郎 役
- 走れ!ケー100（1973年、TBS） - 北川久作 役
- 銀河テレビ小説（NHK）
  - 遠きにありて（1975年）
  - 海辺の家族（1980年）
- 土曜ドラマ（NHK）
  - 松本清張シリーズ・遠い接近（1975年） - 山尾信治の父 役
  - 男たちの旅路 第3部 第1話「シルバー・シート」（1977年） - 門前 役
  - 失楽園'79（1979年） - 柿沼貞治 役
- 二十五年目の顔（1977年7月14日、NHK） - 大貫先生
- ドラマ人間模様（NHK）
  - 冬の桃（1977年）
  - 続・事件 海辺の家族（1979年） - 浜村勝治 役
  - サイゴンから来た妻と娘（1979年）
  - 続あ・うん（1981年） - 作造 役
  - 夕暮れて（1983年） - 瀬島喜一 役
  - まあええわいな（1983年） - 語り
  - 富士山麓（1985年）
- 浮浪雲（1978年、テレビ朝日）
- 坂部ぎんさんを探して下さい（1978年10月5日、YTV） - 伊吹仙太郎
- 金曜ドラマ（TBS）
  - 沿線地図（1979年） - 松本謹造 役
  - 幸福（1980年） - 倉田勇造 役
- NHK大河ドラマ / 獅子の時代（1980年、NHK） - 菊子が訪れる寺の老僧
- 24時間テレビ 「愛は地球を救う」スペシャルドラマ / 機の音（1980年、日本テレビ）
- 水曜劇場 / 拳骨にくちづけ（1981年、TBS） - 薫の祖父 役
- 関ヶ原（1981年、TBS） - 国友寿斎 役
- 傑作推理劇場 / 善の研究（1981年、テレビ朝日）
- ながらえば（1982年11月3日、NHK） - 岡崎隆吉 役
- 波の盆（1983年11月15日、日本テレビ） - 山波公作 役
- ポーラテレビ小説 / おゆう（1983年、TBS） - 弥兵衛 役
- 北の国から'83冬（1983年、フジテレビ） - 沢田松吉 役
- ザ・サスペンス / 虞美人草 まぼろしの愛に果てた紫の女!（1984年、TBS）
- 冬構え（1985年3月30日、NHK） - 主演・岡田圭作 役
- 花嫁人形は眠らない（1986年、TBS） - 善吉 役
- 今朝の秋（1987年11月28日、NHK） - 主演・宮島鉱造 役
- 春までの祭（1989年、フジテレビ）

### テレビCM
- 春摘茶葉烏龍茶（1992年、キリンビバレッジ）
- サントリー（2022年、サントリー、没後）

## 文献

### 著書
- 『俳優になろうか - 私の履歴書』（日本経済新聞社、1987年 / 朝日新聞社〈朝日文庫〉、1992年）
- 『大船日記 - 小津安二郎先生の思い出』（扶桑社、1991年 / 朝日文庫、2007年）
- 『あるがままに』（世界文化社、1992年 / 小池書院〈道草文庫〉、1998年）。「米寿」記念出版、知人の人物論も収録

### 関連文献
- 『俳優 笠智衆』写真集　（撮影　岩切卓士　文 : ヴィム・ベンダース　ジム・ジャームッシュ　山田洋次他  :ホワイトスタジオ出版 1992年）
- 『おじいさん - 笠智衆写真集』（撮影：小沢忠恭、文：小田豊二、朝日新聞社、1993年）
- 笠徹『春風想 - 父・笠智衆の思い出』（扶桑社、1994年）